# Natural approach
El Natural approach, traducido al español como «enfoque natural» o «método natural», es una metodología para la enseñanza de idiomas extranjeros desarrollada por los lingüistas Stephen Krashen y Tracy Terrell —este último en aquel entonces profesor de español de la Universidad de California en Irvine— a finales de la década de 1970 y comienzos de la de 1980, a partir de sus investigaciones en la adquisición de una segunda lengua, una subdisciplina de la Lingüística aplicada.
Publicaron su propuesta conjunta en el libro The Natural Approach (1983), publicado por Pergammon Press, en el cual proponen cinco hipótesis:
- Hipótesis del aprendizaje/adquisición, donde distinguen entre el aprendizaje, resultado del estudio y la adquisición, resultado de una forma natural de aprender una lengua[3]
- Hipótesis del monitor, según la cual el aprendizaje consciente, es decir, explícito, actúa como monitor o corrector, nunca como iniciador[3]
- Hipótesis del orden natural, según la cual la adquisición se realiza en un orden predecible, independientemente de la instrucción formal e incluso de la lengua materna[3]
- Hipótesis del input, según la cual un elemento nuevo (input) aumenta la adquisición. Sin embargo, aunque sea una condición necesaria para la adquisición, no es suficiente por sí solo[3]
- Hipótesis del filtro afectivo, según la cual aspectos como la motivación, la autoestima o la ansiedad, afectan la adquisición de una lengua extranjera[3]

Se engloba entre los métodos enfocados hacia la competencia comunicativa y el aprendizaje centrado en el alumno.